# Store Dyrhaugstinden
De Store Dyrhaugstinden is een berg behorende bij de gemeente Luster in de provincie Sogn og Fjordane in Noorwegen. De berg, gelegen in Nationaal park Jotunheimen, heeft een hoogte van 2147 meter.
De Store Dyrhaugstinden is onderdeel van het gebergte Hurrungane.